# 僱傭條例
僱傭條例即《香港法例》第57章（Employment Ordinance, Chapter 57），是《香港法例》的成文法之一。

## 簡介
僱傭條例是規管香港勞工與資方之間的僱傭條件的主要法例，始自1968年，曾經歷多次立法修訂，目的是加強為僱員提供一定的僱傭保障和福利。
僱傭條例的內容包括：僱傭合約、工資、休息日、法定假日、有薪年假、疾病津貼、生育保障、年終酬金、終止僱傭合約、僱傭保障、遣散費、長期服務金、防止歧視職工會等。

## 僱員假期[3][4]
根據香港《僱傭條例》，僱員於受僱期間可以享有最少三種假日，包括：法定假日、休息日及有薪年假。

### 法定假日
根據《僱傭條例》，法定假日泛指僱員不論服務年資，都可以享有的法定假日，如法定假日適逢僱員的休息日，應於休息日翌日補假。該補假須並非法定假日、另定假日、代替假日或休息日的日子。當僱員按連續性合約受僱滿 3 個月或以上，即可以於法定假日期間享有薪酬，款項相等於僱員於假日前12個月的每日平均工資。

### 休息日
凡按連續性合約受僱的僱員，每 7 天可享有不少於 1 天休息日。而休息日的定義意指僱員可享有連續不少於 24 小時的休息時間，期間可以有權不為僱主工作。

### 有薪年假
當僱員按連續性合約受僱滿 12 個月，即可享有有薪年假。而根據不同的工作年期，最少可享有的有薪年假日數不同。以服務年期滿 1 年的僱員計算，最少須有 7 年的有薪年假日數。法例列明不同服務年資的僱員最少應享有的有薪年假天數如下：
| 服務年期 | 最少可享有薪年假日數 |
| -------- | -------------------- |
| 1        | 7                    |
| 2        | 7                    |
| 3        | 8                    |
| 4        | 9                    |
| 5        | 10                   |
| 6        | 11                   |
| 7        | 12                   |
| 8        | 13                   |
| 9 或以上 | 14                   |

## 常用條文
- 第57章 第3條 連續性合約的涵義及舉證責任
- 第57章 第7條 以代通知金終止合約
- 第57章 第9條 僱主不給予通知期而終止合約
- 第57章 第10條 僱員不給予通知期而終止合約
- 第57章 第11C條 酬金期
- 第57章 第11D條 年終酬金款額
- 第57章 第12條 產假
- 第57章 第13條 簽發醫生證明書的權力
- 第57章 第15AA條 禁止指派粗重、危險或有害的工作 30/06/1997
- 第57章 第17條 休息日的給予 30/06/1997
- 第57章 第18條 休息日的指定
- 第57章 第19條 強制在休息日工作的情況
- 第57章 第20條 自願在休息日工作的情況
- 第57章 第21B條 僱員參加職工會及其活動的權利
- 第57章 第22條 工資期
- 第57章 第23條 工資的支付日期
- 第57章 第25條 僱傭合約終止時的工資支付
- 第57章 第25A條 因過期支付工資而須繳付的利息
- 第57章 第26條 支付工資的方式及地點
- 第57章 第28條 工資以外的報酬
- 第57章 第31D條 遭僱主解僱的情況
- 第57章 第31F條 各類屬例外的僱員
- 第57章 第31N條 遣散費的申索
- 第57章 第31O條 遣散費的支付
- 第57章 第31RB條 對家庭傭工的適用範圍
- 第57章 第31V條 長期服務金
- 第57章 第31W條 僱傭期的計算法
- 第57章 第32條 扣除工資的限制

## 外部参考
- 《僱傭條例》（香港法例第57章） （页面存档备份，存于） 電子版香港法例（繁體中文）
- 勞工法例 主要勞工法例一覽 僱傭條例（香港法例第57章） （页面存档备份，存于） 勞工處（繁體中文）

1. ↑  . 電子版香港法例.   [2022-06-23].
2. ↑  . 香港立法局.   [2022-06-23]. （原始内容存档于2022-06-23）.
3. ↑  Heidi. . FlyAsia. 2025-07-28  [2025-07-29] （中文（香港）及中文（臺灣））.
4. ↑  . www.labour.gov.hk.   [2025-07-29] （tc）.